# Abdoulaye Seck
Abdoulaye Seck (M'Bour, Senegal; 4 de junio de 1992) es un futbolista de Senegal que juega en la posición de defensa central con el Maccabi Haifa FC de la Liga Premier de Israel.

## Carrera

### Club
| Periodo   | Club                   |
| --------- | ---------------------- |
| 2010      | Stade de Mbour         |
| 2010–2012 | Touré Kunda Footpro    |
| 2012–2013 | Casa Sports            |
| 2013–2014 | Diambars               |
| 2014      | → Hønefoss BK (cedido) |
| 2015      | Hønefoss BK            |
| 2016–2018 | Sandefjord Fotball     |
| 2018–2022 | Royal Antwerp FC       |
| 2022–     | Maccabi Haifa FC       |

### Selección nacional
Debutó con Senegal el 6 de julio de 2013 en la victoria por 1-0 sobre Mauritania por la clasificación para el Campeonato Africano de Naciones de 2014. Fue convocado para jugar la Copa Africana de Naciones 2021, donde salió campeón y en la Copa Africana de Naciones 2023 donde anotó un gol en la victoria por 2-0 sobre Guinea en Yamoussoukro.

## Palmarés

### Club
- Copa de la Liga de Senegal: 2013
- Trofeo de Campeones de Senegal: 2013
- Copa de Bélgia: 2019-20
- Liga Premier de Israel: 2022-23
- Supercopa de Israel: 2023

### Selección nacional
- Copa Africana de Naciones: 2021[4][5][6]

### Individual
- Mejor Futbolista extranjero de la Liga Premier de Israel: 2022-23
- Mejor Defensa de la Liga Premier de Israel: 2022-2023[7]
- Equipo Ideal de la Liga Premier de Israel: 2022-2023[8]
- Grand Officer of the National Order of the Lion: 2022[9]